# Corunna (Indiana)
Corunna is een plaats (town) in de Amerikaanse staat Indiana, en valt bestuurlijk gezien onder DeKalb County.

## Demografie
Bij de volkstelling in 2000 werd het aantal inwoners vastgesteld op 254.
In 2006 is het aantal inwoners door het United States Census Bureau geschat op 251, een daling van 3 (-1,2%).

## Geografie
Volgens het United States Census Bureau beslaat de plaats een oppervlakte van
0,5 km², geheel bestaande uit land. Corunna ligt op ongeveer 297 m boven zeeniveau.

## Plaatsen in de nabije omgeving
De onderstaande figuur toont nabijgelegen plaatsen in een straal van 12 km rond Corunna.